# Ingestão diária recomendada
A Ingestão Diária Recomendada(IDR)  ou Referência de Ingestão Diária(RID) do inglês Reference Daily Intake(RDI)  é o nível de ingestão diária de um nutriente que é considerado suficiente para atender as exigências de 97-98% de indivíduos saudáveis em todos os lugares dos Estados Unidos (onde foi desenvolvido, mas desde então tem sido utilizado em outros lugares).
O RDI é usado para determinar o valor diário(VD)  de alimentos, que é impresso na informação nutricional dos alimentos nos Estados Unidos, onde se encontra regulamentada pela Food and Drug Administration (FDA), e no Canadá e na Austrália.
O IDR é baseado na antiga Recommended Dietary Allowance(RDA)  de 1968; os últimos dados da RDA já foram introduzidas no sistema de Referência de Ingestão Diária mas o IDR é usado ainda para rotulagem nutricional.

## A tabelas de referência de rotulagem de alimentos
Valor diário utilizado pelo FDA para os macronutrientes são Valores Diários de Referência (DRV).  
Para os quatro anos de idade ou mais, comendo 2.000 Kcal (calorias) por dia s, os valores diários são:
| Total de gordura        | 65 g    |
| Ácidos graxos saturados | 20 g    |
| Colesterol              | 300 mg  |
| Sódio                   | 2000 mg |
| Potássio                | 4700 mg |
| Total de Carboidratos   | 300 g   |
| Fibras                  | 25 g    |
| Proteína                | 50 g    |

Para vitaminas e minerais, as IDRs são mostradas na tabela a seguir, junto com a RDA mais recentes das Dietary Reference Intakes (maximizada por grupos de sexo e idade): 
| Nutrientes        | IDI     | mais recente RDA da DRI     |
| ----------------- | ------- | --------------------------- |
| Vitamina A        | 5000 UI | 3000 UI                     |
| Vitamina C        | 60 mg   | 90 mg                       |
| Cálcio            | 1000 mg | 1300 mg                     |
| Ferro             | 18 mg   | 18 mg                       |
| Vitamina D        | 400 UI  | 600 UI                      |
| Vitamina E        | 30 UI   | 15 mg (33 UI de sintéticos) |
| Vitamina K        | 8 mg    | 120 mcg                     |
| Tiamina           | 1,5 mg  | 1,2 mg                      |
| Riboflavina       | 1,7 mg  | 1,3 mg                      |
| Niacina           | 20 mg   | 16 mg                       |
| Vitamina B6       | 2 mg    | 1,7 mg                      |
| Folato            | 400 mcg | 400 mcg                     |
| Vitamina B12      | 6 μg    | 2,4 μg                      |
| Biotina           | 300 mcg | 30 μg                       |
| Ácido pantotênico | 10 mg   | 5 mg                        |
| Fósforo           | 1000 mg | 1250 mg                     |
| Iodo              | 150 mcg | 150 mcg                     |
| Magnésio          | 400 mg  | 420 mg                      |
| Zinco             | 15 mg   | 11 mg                       |
| Selênio           | 70 mcg  | 55 mcg                      |
| Cobre             | 2 mg    | 900 μg                      |
| Manganês          | 2 mg    | 2,3 mg                      |
| Crómio            | 120 μg  | 35 μg                       |
| Molibdênio        | 75 μg   | 45 μg                       |
| Cloreto           | 3400 mg | 2300 mg                     |

## História
A RDA foi desenvolvido durante a II Guerra Mundial por Lydia J. Roberts, STIEBELING Hazel e S. Helen Mitchell, tudo parte de uma comissão criada pela National Academy of Sciences EUA para investigar problemas de nutrição, que podem "afetar a defesa nacional" (Nestlé, 35). A comissão foi rebatizado o Food and Nutrition Board, em 1941, depois que eles começaram a deliberar sobre uma série de recomendações de uma indemnização diária padrão para cada tipo de nutriente. As normas seriam usados para recomendações nutricionais para as forças armadas, para os civis, e para a população exterior que possam ter necessidade de ajuda alimentar. Roberts, STIEBELING, e Mitchell pesquisando todos os dados disponíveis, criaram um conjunto experimental de subsídios para a "energia e oito nutrientes", e apresentou-as com especialistas para análise (Nestlé, 35). O conjunto final de diretrizes, chamado RDA para Recommended Dietary Allowances, foram aceitos em 1941. Os subsídios foram feitos para proporcionar uma nutrição superior para os civis e militares, de modo que incluiu uma "margem de segurança". Por causa do racionamento de comida durante a guerra, os guias alimentares criados por agências do governo para o consumo nutricional direto dos cidadãos também levou em conta a disponibilidade de alimentos.
A Food and Nutrition Board revisto posteriormente a cada ano RDAs 09:55. No início de 1950, nutricionistas USDA fez um novo conjunto de diretrizes que incluiu também o número de porções de cada grupo de alimentos para torná-lo fácil para as pessoas recebem seus RDAs de cada nutriente.
Em 1997, por sugestão do Instituto de Medicina da Academia Nacional dos Estados Unidos, a RDA se tornou uma parte de um amplo conjunto de orientações dietéticas chamado Dietary Reference Intake utilizado tanto pelos Estados Unidos e Canadá.